# Erősen érinthető számok
A számelmélet területén egy erősen érinthető szám (highly touchable number), az erősen összetett szám és az érinthetetlen szám analógiájára, olyan pozitív egész szám, mely bármely nála kisebb számnál többször jelenik meg valamely természetes szám valódiosztóösszeg-függvényeként.
Az első néhány erősen érinthető szám: 
2, 3, 6, 21, 31, 49, 73, 91, 115, 121, 169, 211, 301, 331, 361, 391, 421, 511, 631, 721, 781, 841, 1051, 1261, 1471, 1561, 1681, 1891, 2101, 2311, 2521, 2731, 3151, 3361, 3571, 3991, 4201, 4411, 4621, 5251, 5461, 6091, 6511, 6721, 6931, 7771, 7981, 8191, 9031, ... (A238895 sorozat az OEIS-ben).